# MV Sea Isle City
«Сі-Айл-Сіті» (англ. MV Sea Isle City, колишній «Умм-ель-Марадем») — нафтовий танкер Кувейтської нафтової компанії, який змінив прапор під час операції «Ернест Вілл». Корабель був побудований у 1981 році японською компанією Mitsubishi Heavy Industries під номером корпусу 1867 для Кувейтської нафтової танкерної компанії.
16 жовтня 1987 року кувейтський танкер під американським прапором «Сі-Айл-Сіті» був уражений іранською протикорабельною ракетою китайського виробництва HY-2, коли перебував на якірній стоянці поблизу нафтового термінала столиці Кувейту. 17 осіб на борту, зокрема капітан, американський громадянин, отримали поранення. У відповідь, американські збройні сили розпочали операцію «Німбл Арчер» і чотири есмінці розстріляли дві нафтові платформи у Перській затоці у нафтовому полі «Рашадат».

## Історія конфлікту
О 05:30 ранку 16 жовтня 1987 року «Сі Айсл Сіті» було вражено під час танкерної війни ірано-іракської війни іранською ракетою Silkworm, випущеною з окупованого Іраном півострова Фао. Ракета влучила в рульову рубку та приміщення екіпажу корабля. У момент удару на судні не було нафти і воно рухалося для завантаження. Капітан судна, громадянин США осліп унаслідок ракетного удару, а 18 членів екіпажу отримали поранення. На момент атаки «Сі-Айл-Сіті» перебував у водах Кувейту і не перебував під захистом ескортних кораблів США, що супроводжували цивільні судна в акваторії Перської затоки. «Сі-Айл-Сіті» зазнав серйозних пошкоджень ракетою і знадобилося 4 місяці, щоб усунути пошкодження на мосту та зоні екіпажу.
Пізніше США провели операцію «Німбл Арчер» у відповідь на атаку, знищивши дві нафтові платформи на нафтовому родовищі «Рашадат», які не видобувались і використовувалися як тактичні релейні пункти зв'язку, радіолокаційні станції стеження та як бази операцій для атак на вертольотах і швидкісних катерах на морське судноплавство в міжнародних водах. Відповідно до документів, вилучених під час рейду на платформу, радар платформи «Рашадат» відстежував конвой із «Сі-Айл-Сіті», коли той прямував до Кувейту, і передав цю оперативну інформацію засобами зв'язку на платформі.